# Aire urbaine de Cavaillon
L'aire urbaine de Cavaillon est une ancienne aire urbaine française centrée sur l'agglomération de Cavaillon. 172e plus peuplée de métropole en 1999, elle a été absorbée par l'agglomération d'Avignon au cours des années 2000 et intégrée par l'INSEE à l'unité urbaine d'Avignon en 2011.

## Caractéristiques
D'après la définition qu'en donne l'INSEE, l'aire urbaine de Cavaillon est composée de 6 communes, situées dans les Bouches-du-Rhône et le Vaucluse. Ses 40 099 habitants font d'elle la 172e aire urbaine de France.
6 communes de l'aire urbaine sont des pôles urbains.
Le tableau suivant détaille la répartition de l'aire urbaine sur les départements (les pourcentages s'entendent en proportion du département) :
| Département      | Communes | Communes (%) | Superficie (km²) | Superficie (%) | Population (1999) | Population (%) |
| ---------------- | -------- | ------------ | ---------------- | -------------- | ----------------- | -------------- |
| Bouches-du-Rhône | 1        | 0,8          | 14,94            | 0,3            | 2 738             | 0,1            |
| Vaucluse         | 5        | 3,3          | 137,58           | 3,9            | 37 361            | 7,1            |

## Communes
Voici la liste des communes françaises de l'aire urbaine de Cavaillon.
| Code INSEE | Commune      | Type        | Département      | Superficie (km²) | Population (1999) | Densité (hab./km²) |
| ---------- | ------------ | ----------- | ---------------- | ---------------- | ----------------- | ------------------ |
| 13076      | Plan-d'Orgon | Pôle urbain | Bouches-du-Rhône | +0014,94         | +0 0002 738,      | +00183,            |
| 84035      | Cavaillon    | Pôle urbain | Vaucluse         | +0045,96         | +00025 417,       | +00553,            |
| 84038      | Cheval-Blanc | Pôle urbain | Vaucluse         | +0058,56         | +0 0004 104,      | +00070,            |
| 84071      | Maubec       | Pôle urbain | Vaucluse         | +0009,13         | +0 0001 829,      | +00200,            |
| 84099      | Robion       | Pôle urbain | Vaucluse         | +0017,07         | +0 0004 084,      | +00239,            |
| 84131      | Taillades    | Pôle urbain | Vaucluse         | +0006,86         | +0 0001 927,      | +00281,            |
|            | Total        |             |                  | +0152,52         | +00040 099,       | +00262,            |